# Anne Marev
Anne Marev, née Anne Feldstein à Liège en 1932 et morte à Uccle le 25 janvier 2019, est une actrice et journaliste belge.

## Biographie
Anne Marev étudie la comédie au Conservatoire Royal de Liège et y fonde le Théâtre de l’Etuve avec Georges Bossair et Jean Rovis,. 
Elle commence sa carrière à Bruxelles en 1954 au Théâtre de Poche et au Théâtre National dont elle sera une des pensionnaires les plus illustres jusqu'en 1991. Pendant près de cinquante ans, elle occupera les planches de la capitale belge dans les deux établissements précités mais également au Théâtre du Parc, au Théâtre Le Public, à l'Infini Théâtre, au Théâtre du Méridien ou à la Compagnie Yvan Baudouin - Leslie Bunton.
Madame Marguerite de Roberto Athayde, un seul-en-scène créé à Bruxelles en 1977 restera comme un de ses rôles les plus aboutis. Elle reprit ce rôle en 1995 au Théatre Le Public sous la direction du metteur en scène Thierry Salmon.  
Prolifique au théâtre, elle fut plus rare au cinéma où elle tint cependant des rôles dans quelques films dont les Lendemains qui chantent (1985) de Jacques Fansten, Saint-Cyr (2000) de Patricia Mazuy et Odette Toulemonde d'Éric-Emmanuel Schmitt.
À la télévision, elle joue le rôle de la voyante Mira Van Poucke, dans la deuxième saison de Septième Ciel Belgique.
Parallèlement à sa carrière de comédienne et d'actrice, Anne Marev a également contribué, comme journaliste, à l'émission culturelle de la RTBF Charivari entre 1972 et 1975.

## Distinctions
Anne Marev est lauréate de l'Ève du Théâtre en 1968 pour son rôle de Rita dans Un sacré menteur de Wittis Hall et Keith Waterhouse[réf. nécessaire].